# Atamans
Els atamans (en llatí athamanes, en grec antic Ἀθαμάνες, "athamánes") eren un poble hel·lènic que Estrabó anomena bàrbars i els classifica entre els tessalis. Diu que vivien al sud-est de l'Epir i a l'oest de Tessàlia, en una regió anomenada Atamània. Es deien descendents d'Atamant, rei d'Orcomen i d'Ino, filla de Cadme i Harmonia.
Es mencionen poques vegades a la història de Grècia, i sembla que van ser sotmesos pels molossos, però a l'enfonsament del regne de Molòssia van recuperar la independència, i es van aliar als etolis junt amb els que van destruir als enians, i els atamans es van estendre fins al mont Eta. Van ser molt poderosos amb el seu rei Aminandre cap a l'any 200 aC, que va tenir un paper destacat a la guerra entre Macedònia i Roma fins que el 189 aC es van revoltar contra el rei Filip V de Macedònia, que va entrar al país pel pas de Portes, però va ser rebutjat amb fortes pèrdues. Aminandre, com aliat de Roma, va ajudar el cònsol Tit Quinti Flaminí a baixar pel pas de Portes i tot seguit a prendre Feca, entre el pas i Gomfi, el 198 aC.
Posteriorment van ser envaïts per Macedònia i finalment van deixar d'existir com a poble.